# Arnold Jacobs
Arnold Jacobs (* 11. Juni 1915 in Philadelphia; † 7. Oktober 1998) war ein US-amerikanischer Musiker.

## Leben
Jacobs wuchs in Kalifornien auf. Seine Mutter, eine begnadete Pianistin, begeisterte ihn für die Musik. In seiner Jugendzeit verbrachte er viel Zeit mit Musizieren, erst auf Waldhorn, Trompete, Posaune und schließlich auf der Tuba. Im Alter von 15 Jahren erhielt er am Philadelphia's Curtis Institute of Music ein Stipendium und studierte im Hauptfach Tuba.
Nach seinem Abschluss am Curtis im Jahre 1936 spielte er zwei Saisons am Indianapolis Symphony unter Fabien Sevitzky. Von 1939 bis 1944 war er als Tubist am Pittsburgh Symphony unter Fritz Reiner angestellt. Im Jahre 1941 tourte Arnold Jacobs mit Leopold Stokowski und dem All-American Youth Orchestra durch die USA.
Arnold Jacobs war Mitglied beim Chicago Symphony Orchestra (CSO) von 1944 bis zu seiner Pensionierung 1988. Während dieser 44 Jahre verließ er das Orchester nur kurz für eine Tournee mit dem Philadelphia Orchestra im Frühling 1949 durch Großbritannien und Schottland.
Zu Beginn der 1960er Jahre war er an der Fakultät des Western State College’s Music Camp in Gunnison (Colorado) tätig. Im Juni 1962 wurde er als erster Tubaspieler eingeladen, am Casals Festival in Puerto Rico zu spielen. Arnold Jacobs, zusammen mit Kollegen des Chicago Symphony Orchestra und Mitgliedern des Philadelphia- und des Cleveland-Orchesters, zeichneten die famosen Aufnahmen von Gabrielis Musik auf.
Arnold Jacobs war Gründungsmitglied des Chicago Symphony Brass Quintett, trat als Solist mit dem Chicago Symphony Orchestra und weiteren verschiedenen Orchestern auf. Unter anderem spielte er das Concerto for Bass Tuba and Orchestra von Ralph Vaughan Williams zusammen mit dem Chicago Symphony Orchestra unter Daniel Barenboim ein.
Arnold Jacobs ist auf der ganzen Welt als exzellenter Tubist und Musikpädagoge bekannt. Er lehrte Tuba an der Northwestern University School of Music und unterrichtete als Privatlehrer alle Blasinstrumente. Er war einer der gefragtesten Lehrer der Welt, speziell im Atmungs- und Motivationsbereich bei Blech- und Holzblasinstrumenten sowie Gesang. Zu seinen Studenten zählten Mitglieder verschiedener Orchester und Musikhochschulen der ganzen Welt.
Arnold Jacobs gab Vorträge auf der ganzen Welt. Im Januar 1978 hielt er einen Vortrag am Michael Reese Hospital in Chicago, er referierte über das Musizieren mit Blasinstrumenten als therapeutische Behandlung von asthmakranken Kindern. Zwischen 1980 und 1998 bot er jeden Sommer Masterclasses an der Northwestern University an.
1985 erhielt er von der Midwest Clinic deren höchste Auszeichnung, die Medal of Honor. 1994 ehrte ihn die Chicago Federation of Musicians für sein Lebenswerk mit dem Living Art of Music Award.
Richard M. Daley, der Bürgermeister von Chicago, rief den 25. Juni 1995 als Arnold Jacobs Day aus.
Arnold Jacobs erhielt 1986 von der VanderCook School of Music und später im Juni 1995 anlässlich seines achtzigsten Geburtstags von der DePaul University den Ehrendoktor der Musik.
Am 7. Oktober 1998 starb Arnold Jacobs mit 83 Jahren.